# سوپینو
سوپینو (به ایتالیایی: Supino) یک کومونه در ایتالیا است که در استان فروزینونه واقع شده‌است.

## خصوصیات
سوپینو ۳۵٫۳ کیلومترمربع مساحت و ۴٬۸۶۸ نفر جمعیت دارد و ۳۲۱ متر بالاتر از سطح دریا واقع شده‌است.

## خواهرخوانده
شهرهای چیرو مارینا و Sásd خواهرخوانده‌های سوپینو هستند.